# Sd.Kfz. 7
Sd.Kfz. 7 Mittlerer Zugkraftwagen 8t – niemiecki ciągnik artyleryjski z okresu międzywojennego i II wojny światowej.

## Historia
W 1928 roku w zakładach Krauss-Maffei AG w Monachium-Allach opracowano półgąsienicowy ciągnik artyleryjski, który oznaczono M5, wobec jednak zakazu wynikającego z traktatu wersalskiego nie rozpoczęto jego produkcji. Dopiero w 1933 roku na zlecenie Waffenamt ponownie opracowano model ciągnika artyleryjskiego przeznaczonego do holowania i przewozu obsługi dział oznaczony jako M7. Model ten zyskał aprobatę Waffenamtu i w 1934 roku rozpoczęto jego produkcję seryjną, wtedy też został oznaczony jako Sd.Kfz. 7.
W 1939 roku był już produkowany na dużą skalę w kilku zakładach, także na licencji we Włoszech, gdzie był oznaczony jako Semincingolato Breda Tipo 61. W 1939 roku opracowano także odmianę Sd.Kfz. 7 Gepanzerter Zugkraftwagen 8t, która miała opancerzoną kabinę kierowcy. Produkcja Sd.Kfz. 7 trwała do 1945 roku i łącznie wyprodukowano ponad 12 100 pojazdów tego typu.
Na podwoziu tego ciągnika budowano również pojazdy o innym przeznaczeniu:
- Sd.Kfz. 7/1 2cm Flakvierling 38 auf Selbstfahrlafette – samobieżne działo przeciwlotnicze uzbrojone w poczwórnie sprzężone działko przeciwlotnicze kal. 20 mm
- Sd.Kfz. 7/2 Selbstfahrlafette mit 3,7cm FlaK 36 – samobieżne działo przeciwlotnicze uzbrojone w armatę przeciwlotniczą kal. 37 mm
- Sd.Kfz. 7/5 7.62cm(r) Pak auf Zugkraftwagen 8t – samobieżne działo przeciwpancerne uzbrojone w armatę przeciwpancerną PaK 36(r) kal. 76,2 mm
- Sd.Kfz. 7/6 FlaKmeßtruppkraftwagen – pojazd obserwacyjny artylerii przeciwlotniczej wyposażony w radar typu AA
- Sd.Kfz. 7/9 Feüerleitpanzerfahrzeug für V-2 Raketen auf Zugkraftwagen 8t – pojazd dowodzenia obsługi wyrzutni rakiet V-2

## Służba
Ciągniki artyleryjskie Sd.Kfz. 7 od 1934 roku były wprowadzane do wyposażenia pułków artylerii przeciwlotniczej i to zarówno wojsk lądowych, jak i Luftwaffe, holowały one działa o kalibrze od 37 do 88 mm. Wersja ciągnika z opancerzoną kabiną została użyta do holowania dział przeciwlotniczych Flak 18 kal. 88 mm. Ciągniki w armii niemieckiej były używane do końca II wojny światowej.
Ciągniki Sd.Kfz. 7 znalazły się także na wyposażeniu armii bułgarskiej oraz w armii włoskiej, gdzie używano ciągników licencyjnych  Semincingolato Breda Tipo 61.
Ciągniki tego typu zakupiła również Brazylia, lecz z zamówionych 32 sztuk do 1941 roku dostarczono tylko pięć. Używano ich tam do 1945 roku, a następnie wycofano z użycia wobec braku części zamiennych.